# Tat'jana Popova
Tat'jana Sergeevna Popova (in russo Татьяна Сергеевна Попова?; Mosca, 17 settembre 1984) è un'ex cestista russa.

## Carriera
Con la Russia ha disputato due edizioni dei Campionati europei (2009, 2011).